# Anton Friedrich Christoph Wallroth
Anton Friedrich Christoph Wallroth (* 3. Mai 1803 in Eutin; † 4. April 1876 ebenda) war ein deutscher evangelisch-lutherischer Geistlicher. Von 1852 bis zu seinem Tod war er der Leitende Geistliche im Fürstentum Lübeck.

## Leben
Anton Friedrich Christoph Wallroth war ein Sohn des aus Thüringen stammenden damaligen Konrektors und späteren Pastors in Malente Karl Friedrich Wallroth (1762–1813) und seiner Frau Catharina Elisabeth, geborene von der Hude (1765–1819). Er besuchte das Gymnasium Eutin, die heutige Johann-Heinrich-Voß-Schule, bis zum Abitur 1821 (gemeinsam mit Friedrich Adolf Trendelenburg) und studierte Evangelische Theologie und Philologie und Philosophie an den Universitäten Kiel, Berlin und Bonn. Als Schüler von Friedrich Schleiermacher und August Twesten stand er der Liberalen Theologie nahe.
1828 bestand er sein theologisches Amtsexamen in Oldenburg und wurde als vierter Collaborator am Gymnasium Oldenburg angestellt. 1829 wechselte er als Konrektor an die damalige Stadtschule Eutin.
1832 wurde er zum Compastor an der St.-Michaelis-Kirche in Eutin berufen.
1837 ging er als Hof- und Garnisonsprediger wieder nach Oldenburg und wurde hier 1838 Mitglied des Konsistoriums und Direktor der Cäcilienschule Oldenburg. 1849 war er Mitglied der Kommission, die eine Verfassung für die Evangelische Kirche im Großherzogtum Oldenburg ausarbeiten sollte. Er beteiligte sich aktiv an den Verhandlungen der verfassunggebenden Synode, verweigerte aber am 3. Juli 1849 seine Unterschrift unter die neue Kirchenverfassung und schied aus der Synode aus. Obwohl er als außerordentliches Mitglied des Oberkirchenrats, der anstelle des großherzoglichen Konsistoriums treten sollte, vorgesehen war, blieb er zunächst Hofprediger und Mitdirektor der Cäcilienschule.
1852 berief ihn Großherzog August unter Belassung der Qualität als Hofprediger zum Hauptpastor in Eutin, Oberkirchenrat und Superintendenten des Fürstentums Lübeck. Damit war er zugleich ordentliches Mitglied der Regierung in Eutin. Der bisherige Superintendent Nicolaus Nielsen war als Oberhofprediger und Kirchenrat nach Oldenburg berufen worden. 1865 erhielt Wallroth den Titel Geheimer Kirchenrat und im Jahr 1873 wurde er mit dem Ritterkreuz I. Klasse des Oldenburgischen Haus- und Verdienstordens des Herzogs Peter Friedrich Ludwig ausgezeichnet.
Sein Nachfolger wurde Justus Ruperti.

## Familie
Wallroth war seit 1833 verheiratet mit Conradine Catharine Marie, geb. Tischbein (1810–1890), einer Tochter des Malers Johann Heinrich Wilhelm Tischbein. Von den Söhnen des Paares wurde Peter (1844–1895) Ober-Amtsrichter und Vater von Anton Wallroth und Ernst (1851–1912) 1900 Generalsuperintendent von Holstein. Die Tochter Martha (1836–1923) heiratete den oldenburgischen Oberappellationsgerichtsvizepräsidenten Ernst F. J. Ruhstrat (1815–1890), die Tochter Nanny heiratete den späteren preußischen Generalmajor Anton Bernhard Karl Hakewessel.

## Werke
- Predigten. Lübeck: Rohden 1832[1]
- Rede zum Gedächtniß der am 27. Januar 1844 entschlafenen Großherzogin Cäcilie von Oldenburg, geb. Prinzessin von Schweden, Königlichen Hoheit : gehalten den 3. Februar 1844 in der Cäcilienschule ; nebst den Gesängen vor und nach der Rede. Oldenburg: Stalling 1844
- Gedanken und Anlagen zu Predigten über Pericopen und andere Texte, so wie zu Gelegenheitsreden, zum Gebrauch für Geistliche und Lehrer, auch für Zuhörer zur Erinnerung. Oldenburg: Stalling 1868